# Dimetylosulfotlenek
Dimetylosulfotlenek, DMSO (z ang. dimethyl sulfoxide), (CH
3)
2SO – organiczny związek chemiczny z grupy sulfotlenków.

## Właściwości fizyczne

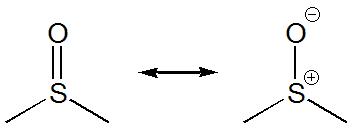
Rezonans chemiczny DMSO tworzący dipol

Ze względu na swoją polarność DMSO jest mieszalny z wodą i może służyć jako organiczny rozpuszczalnik związków nieorganicznych, na przykład chlorku sodu (NaCl). DMSO należy do klasy rozpuszczalników aprotycznych silnie solwatujących.

## Właściwości chemiczne
Atom siarki w DMSO może reagować jako centrum nukleofilowe wobec miękkich, a atom tlenu wobec twardych elektrofili, na przykład w reakcji z jodkiem metylu tworzy jodek trimetylosulfoksoniowy, [(CH3)3SO]I. Podobny jest produkt alkilowania DMSO za pomocą bromku metylu ([(Me)3S+O]Br−), natomiast azotan, tosylan i brosylan metylu dają produkty O-alkilowania, to znaczy sole typu [Me2S+OMe]X−:
(CH3)2SO + CH3X → [(CH3)3SO]X (X = I, Br)
(CH3)2SO + CH3X → [(CH3)2SOCH3]X (X = ONO2, Ts, Bs)
Związki trimetylosulfoksoniowe są stosunkowo trwałe i można je krystalizować z wody, natomiast pochodne O-metylowe ulegają w wodzie szybkiej hydrolizie. Sole trimetylosulfoksoniowe po odprotonowaniu np. wodorkiem lub wodorotlenkiem sodu tworzą ylid siarkowy (metylid dimetyloksosulfoniowy (CH3)2S(O)CH2):
[(CH3)3SO]I + NaOH → (CH3)2S(O)CH2 + NaI + H2O
Ylid ten wykorzystywany jest do przyłączania grupy metylenowej do wiązania podwójnego (reakcja Johnsona-Coreya-Chaykovsky'ego).
Pod wpływem czynników acylujących, na przykład bezwodnika octowego, DMSO ulega O-acylowaniu i przegrupowaniu Pummerera:

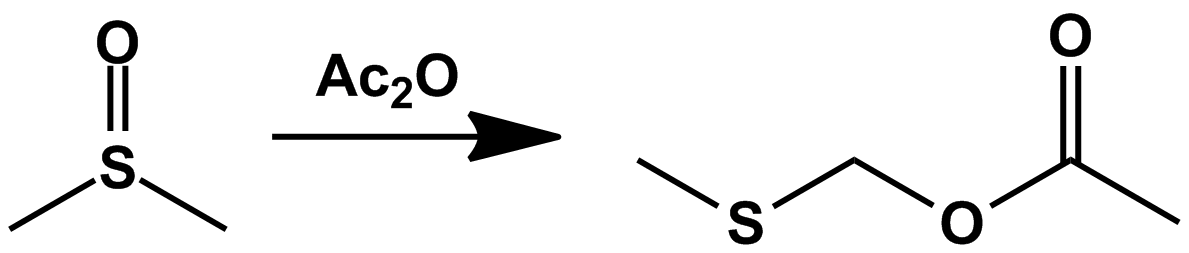
Przegrupowanie Pummerera

## Toksyczność
DMSO jest inhibitorem acetylocholinoesterazy oraz powoduje rozpad czerwonych ciałek krwi. W organizmie ludzkim ulega on metabolizmowi do sulfidu dimetylowego (Me2S) i sulfonu dimetylowego (Me2SO2). LD50 wynosi 10–20 g/kg masy ciała (np. 14,5 g/kg, szczur, doustnie). Według kryteriów IARC nie wykazuje działania rakotwórczego, natomiast według kryteriów RTECS jego działanie rakotwórcze jest niejednoznaczne. DMSO ma również negatywne działanie na komórki serca i wątroby, a w szczególności na miRNA oraz ekspresję genów poprzez hipermetylację. Zmiany te mogą stanowić zagrożenie w technologii wspomaganego rozrodu (metody in vitro), gdzie DMSO jest powszechnie stosowany w celu zminimalizowania uszkodzeń komórek przy nagłym zamrażaniu z użyciem ciekłego azotu. Autorzy sugerują, aby w miarę możliwości unikać używania tej substancji.

## Zastosowanie
Używany jest jako rozpuszczalnik, środek czyszczący (m.in. do usuwania powłok malarskich), odczynnik analityczny, reagent i krioprotektant.

### Zastosowania chemiczne
DMSO w tandemie z czynnikami aktywującymi (np. DCC lub chlorek oksalilu) jest stosowany w chemii organicznej jako łagodny czynnik utleniający, np. w reakcjach utleniania Pfitznera-Moffatta i Swerna:

Utlenianie Pfitznera-Moffatta

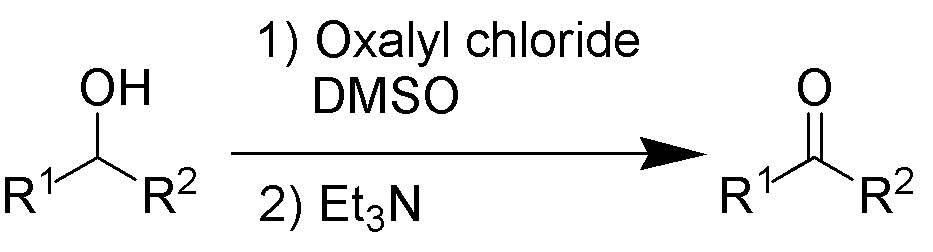
Utlenianie Swerna

### Zastosowania medyczne
Jest środkiem stosowanym miejscowo ułatwiającym przenikanie leków do krwiobiegu oraz jako lek weterynaryjny. Ma też działanie przeciwbólowe i przeciwzapalne; jest stosowany w formie iniekcji do łagodzenia bólu i obrzęku pęcherza w stanach zapalnych.
Preparaty handlowe: Dimethyl Sulfoxide Irrigation USP, Kemsol Liquid 70%, Rimso-50.

### Medycyna alternatywna
DMSO jest stosowany jako preparat pseudoleczniczy w przypadku m.in. dny moczanowej, zaburzeń psychicznych, rozedmy płuc i nowotworów. Jego popularność wzrosła po emisji programu 60 minut, w którym terapia za pomocą tego związku przedstawiona została jako przełom w medycynie. W rzeczywistości brak jest naukowych dowodów na skuteczność takich terapii, a stosowanie związku może być niebezpieczne ze względu na jego szkodliwość, tym bardziej że preparaty nie podlegają standardom farmaceutycznym w zakresie czystości i mogą zawierać toksyczne zanieczyszczenia. W latach 80. XX w. problem z nieprawidłowym medycznym stosowaniem DMSO był na tyle poważny w USA, że American Cancer Society opublikowało ostrzeżenie przed jego stosowaniem, a FDA prowadziło działania przeciwko osobom oferującym DMSO jako lek.